# Àngel Gregori Roig
Àngel Gregori Roig (Piles, 1989), també anomenat Punxa, és un pilotari valencià de Raspall que juga de rest. Va debutar el 7 de novembre de 2006 al desaparegut trinquet de Gandia. En desembre de 2016 va patir una lesió de la que fou intervingut en maig de 2017. Va ser campió de la Lliga professional de Raspall en 2013 i 2020.

## Palmarès
- Campió de la Lliga Professional de Raspall del 2013[4]
- Campió de la Lliga Professional de Raspall del 2020